# حسن المستضيء بأمر الله
أمِيرُ اَلْمُؤْمِنِين وَخَلِيفَةُ المُسْلِمِين أبُو مُحَمَّد الحَسَن المُسْتَضِيء بأمر الله بن يُوسف المُسْتَنْجِد بن مُحَمَّد المُقْتَفي بن أحمَد المُسْتَظْهِر بن عَبد الله المُقْتَدي اَلْعَبَّاسِي اَلْهَاشِمِيِّ اَلْقُرَشِيِّ (536 - الثَّانِي من ذو القعدة 575 هـ / 1142 - الخامِس من أبْريل 1180 م)، المعرُوف اختصارًا باسم المُسْتَضِيء أو المُسْتَضِيء بأمر الله، هو الخليفة الثَّالِث والثَّلاثُون من خُلفاء بَني العبَّاس.
كان خليفة عباسياً، حكم في بغداد بين عامي 1170 و1180 (566 هـ إلى 577 هـ) بعد أبيه المستنجد بالله. توفي في 30 مارس، 1180، وخلفه الناصر لدين الله. كان عادلاً وجواداً، حسن السيرة، حليماً مشفقاً على الرعية، أسقط المكوس والضرائب.توفي ودفن في داره، ثم نقل إلى بغداد. استطاع السُّلطان صلاح الدين الأيُّوبي استعادة القدس جزئياً في عهده، واستعادها كاملة بعد حربه مع الصليبين في عهد ابنه الناصر لدين الله.

## نسبه وولادته
هو أبو محمد المستضيء بأمر الله الحسن بن المستنجد بالله يوسف بن المقتفي لأمر الله محمد بن المستظهر بالله أحمد بن المقتدي بأمر الله عبد الله العباسي، الهاشمي، القرشي. ولد سنة 536هـ/ 1142م من أم أرمنية تدعى غضة.

## خلافته
بويع بالخلافة وقت وفاة أبيه المستنجد بالله يوسف في ربيع الآخر سنة 566هـ الموافق لشهر يناير سنة 1170م، والذي قام بأمر البيعة عضد الدين أبو الفرج إبن رئيس الرؤساء فستوزره الحسن يومئذ، ثم خطب له في مصر وضربت له السكة وكانت قد انقطعت من 208 سنة، ومكث في خلافته تسع سنين وستة أشهر وأربعة عشر يومًا.

## وفاته
توفي المستضيء بأمر الله بعد أن بلغ 40 سنة من عمره قضى 9 سنوات منها في الخلافة، وذلك في ليلة الأحد تاريخ 2 ذو القعدة 575هـ الموافق 5 أبريل 1180م.